# Złączka kablowa
Złączka kablowa (ang. connector (of cables)) – element osprzętu kablowego służący do metalicznego połączenia ze sobą końców żył roboczych kabla.